# Deckerville (Míchigan)
Deckerville es una villa ubicada en el condado de Sanilac en el estado estadounidense de Míchigan. En el Censo de 2010 tenía una población de 830 habitantes y una densidad poblacional de 257,19 personas por km².

## Geografía
Deckerville se encuentra ubicada en las coordenadas 43°31′36″N 82°44′31″O / 43.52667, -82.74194. Según la Oficina del Censo de los Estados Unidos, Deckerville tiene una superficie total de 3.23 km², de la cual 3.23 km² corresponden a tierra firme y (0%) 0 km² es agua.

## Demografía
Según el censo de 2010, había 830 personas residiendo en Deckerville. La densidad de población era de 257,19 hab./km². De los 830 habitantes, Deckerville estaba compuesto por el 94.7% blancos, el 0.24% eran afroamericanos, el 1.45% eran amerindios, el 0.12% eran asiáticos, el 0% eran isleños del Pacífico, el 2.17% eran de otras razas y el 1.33% pertenecían a dos o más razas. Del total de la población el 8.67% eran hispanos o latinos de cualquier raza.